# Jack van Hulten
Jakobus Cornelis Daniëlus (Jack) van Hulten (17 augustus 1962) is een voormalig Nederlands voetbalscheidsrechter die voor de KNVB floot. Van Hulten stond vele jaren op de A-lijst (de hoogste categorie voor scheidsrechters) van de KNVB. Hij floot een aantal jaren internationale wedstrijden in de Champions League en UEFA Europa League. In 2008 floot hij de finale van de KNVB beker tussen Roda JC en Feyenoord. In 2011 werd bekend dat hij zijn contract na dit seizoen niet ging verlengen.
Van Hulten is scheidsrechter sinds 1980. Tegenwoordig is hij woonachtig in Zevenbergen. Op 29 augustus 2010 gaf hij tijdens een duel tussen FC Volendam en Telstar negen gele kaarten (twee werden later omgezet in rood) en één directe rode kaart. Het was daarmee een van de weinige wedstrijden in de Jupiler League met zó veel kaarten in één wedstrijd.

## Afscheid
Op 11 oktober 2011 liet de inmiddels 49-jarige arbiter weten na het seizoen afscheid te nemen als scheidrechter, omdat hij het niet meer kon combineren met zijn andere werk. Van Hulten floot een ruime 550 duels.

## Interlands
| Datum            | Plaats                 | Wedstrijd            | Uitslag | Competitie        | Kreeg geel | Kreeg voor de tweede keer geel en dus rood | Weggestuurd |
| ---------------- | ---------------------- | -------------------- | ------- | ----------------- | ---------- | ------------------------------------------ | ----------- |
| 27 mei 1999      | Solna, Zweden          | Zweden – Jamaica     | 2 – 1   | Vriendschappelijk | 0          | 0                                          | 0           |
| 2 juni 2001      | Skopje, Macedonië      | Macedonië – Moldavië | 2 – 2   | WK-kwalificatie   | 2          | 1                                          | 0           |
| 12 februari 2002 | Breda, Nederland       | Turkije – Ecuador    | 0 – 1   | Vriendschappelijk | 2          | 0                                          | 0           |
| 17 april 2002    | Kopenhagen, Denemarken | Denemarken – Israël  | 3 – 1   | Vriendschappelijk | 2          | 0                                          | 0           |